# 绿龙煤气
绿龙煤气是中国一家煤层气项目开发公司。绿龙煤气是伦敦证券交易所上市公司（LSE：GDG）。

## 历史
该公司成立于1992年。根据与中联煤层气和中石油的产品分成合同，公司拥有经营权。2009年8月，其子公司格瑞克中国与康菲公司达成了一项产品分成协议，共同开发柿庄南、柿庄北和沁源的矿井。该协议的目的是通过康菲石油公司直接资本投资和提供资源的经验，以提高有利于格瑞克的发展规模。
公司与中国石油天然气集团公司是北京华油结合投资有限公司的合伙人。
2008年，格瑞克收购了总部位于加拿大的亚太中国能源公司（Pacific Asia China Energy Inc.），这是一家专门从事中国煤层气项目开发的公司。
2011年，格瑞克钻井（Greka Drilling）从绿龙煤气有限公司分拆。同年，收购平顶山中能燃气有限公司。这是中能集团的子公司，拥有并经营河南的两家压缩天然气加气站。